# Rio Peng
Rio Peng Kang Yu (caratteri cinesi: 彭康育; Taiwan, 31 marzo 1978) è un cantante, attore, manager, e produttore discografico taiwanese, ex-membro della boy band 5566 della compagnia manageriale Jungiery.
Durante le riprese di un varietà televisivo, Peng ha subito un infortunio permanente, ed è dovuto volare negli Stati Uniti d'America per ricevere le cure adeguate. Al suo ritorno a Taiwan, il gruppo stava già pubblicando il suo secondo album studio, il quale sarebbe stato l'ultimo in cui Peng avrebbe partecipato come membro.
Dopo l'infortunio, infatti, Peng decise di lasciare i 5566 per creare la propria compagnia manageriale, la Corvette Entertainment, che nel 2006 avrebbe cambiato nome in Wingman Entertainment.
La Wingman di Peng diede vita al quintetto canoro e di danza K One, che però ottenne il successo solo dopo un passaggio alla Jungiery.

## Filmografia

### Serie televisive
- Guo Guang Yi Xiao 國光異校 (CTI, 2006)
- My MVP Valentine (2002)
- Lavender (2002)